# Lepomis auritus
A Lepomis auritus a sugarasúszójú halak (Actinopterygii) osztályának sügéralakúak (Perciformes) rendjébe, ezen belül a díszsügérfélék (Centrarchidae) családjába tartozó faj.
Nemének a típusfaja.

## Előfordulása
A Lepomis auritus előfordulási területe Észak-Amerika keleti felén található. Elterjedése Kanada és az Amerikai Egyesült Államok keleti folyóiban van.

## Megjelenése
Ez a hal általában 10,8 centiméter hosszú, azonban 30,5 centiméteresre és 790 grammosra is megnőhet.

## Életmódja
Édesvízi halfaj, amely a kavicsos és homokos mederfenék közelében él; élőhelyének a peremterületeit választja otthonául. A 4-22 Celsius-fok közötti vízhőmérsékletet és a 7-7,5 pH értékű vizet kedveli. Az ivadék a kétszárnyúak lárváival táplálkozik, míg a felnőtt mindenféle vízi és repülő rovart elkap; főleg a kérészeket és szitakötőket kedveli.

## Szaporodása
Az ívási időszak alatt a nőstény, akár 1000 darab ikrát is rakhat egy mélyedésbe, melyet a hím készített. Az ikrákat és a frissen kikelt ivadékot a hím őrzi, egyedül.

## Felhasználása
A Lepomis auritusnak csak mérsékelt halászata van; inkább a sporthorgászok halásszák, valamint az akváriumok számára fogják ki. Néhány helyre ahová betelepítette az ember, ez a hal károsnak bizonyult.

## Képek

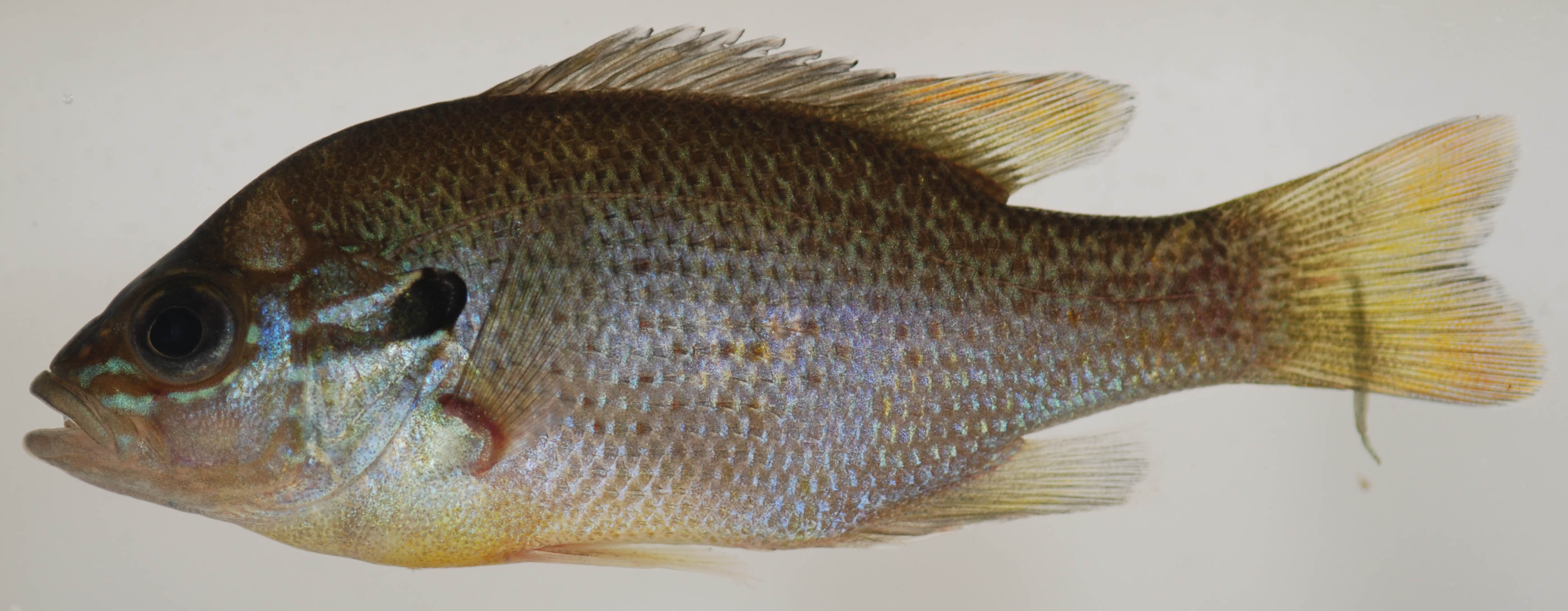
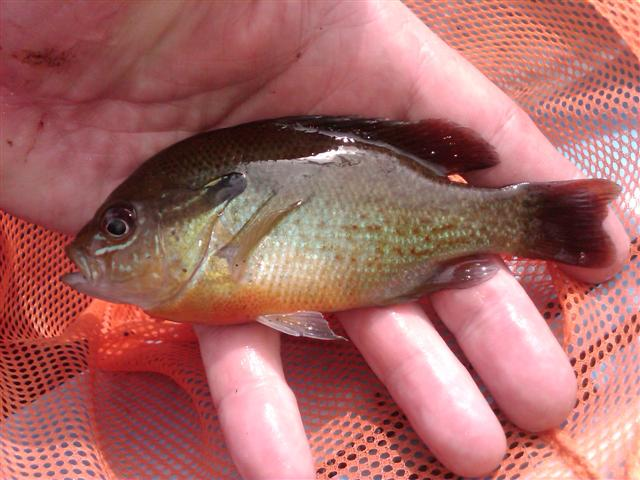
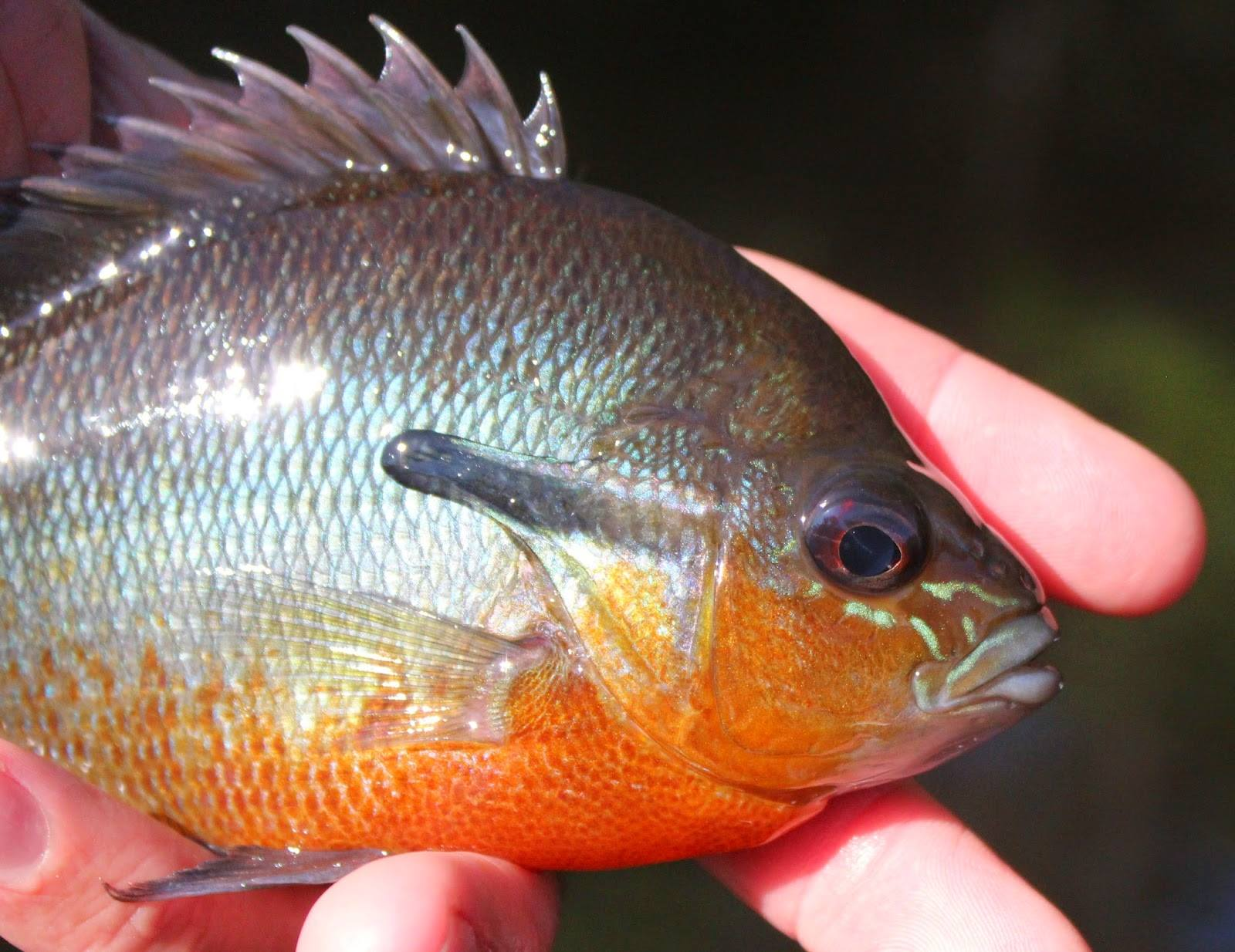
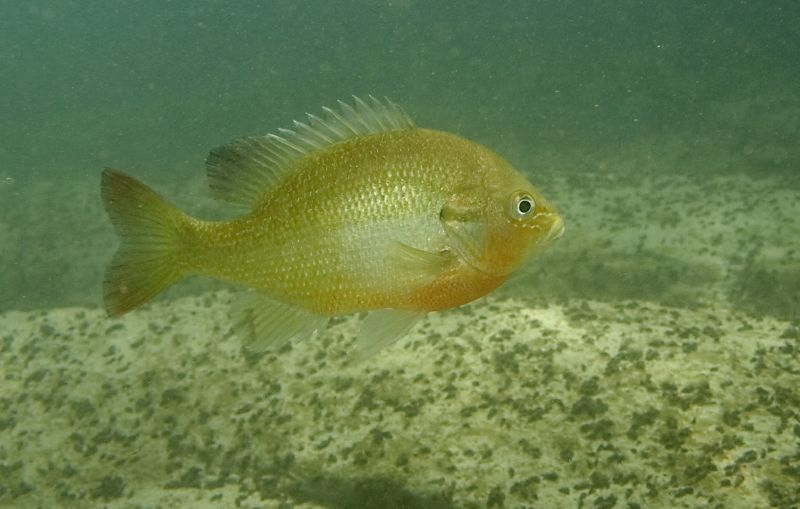
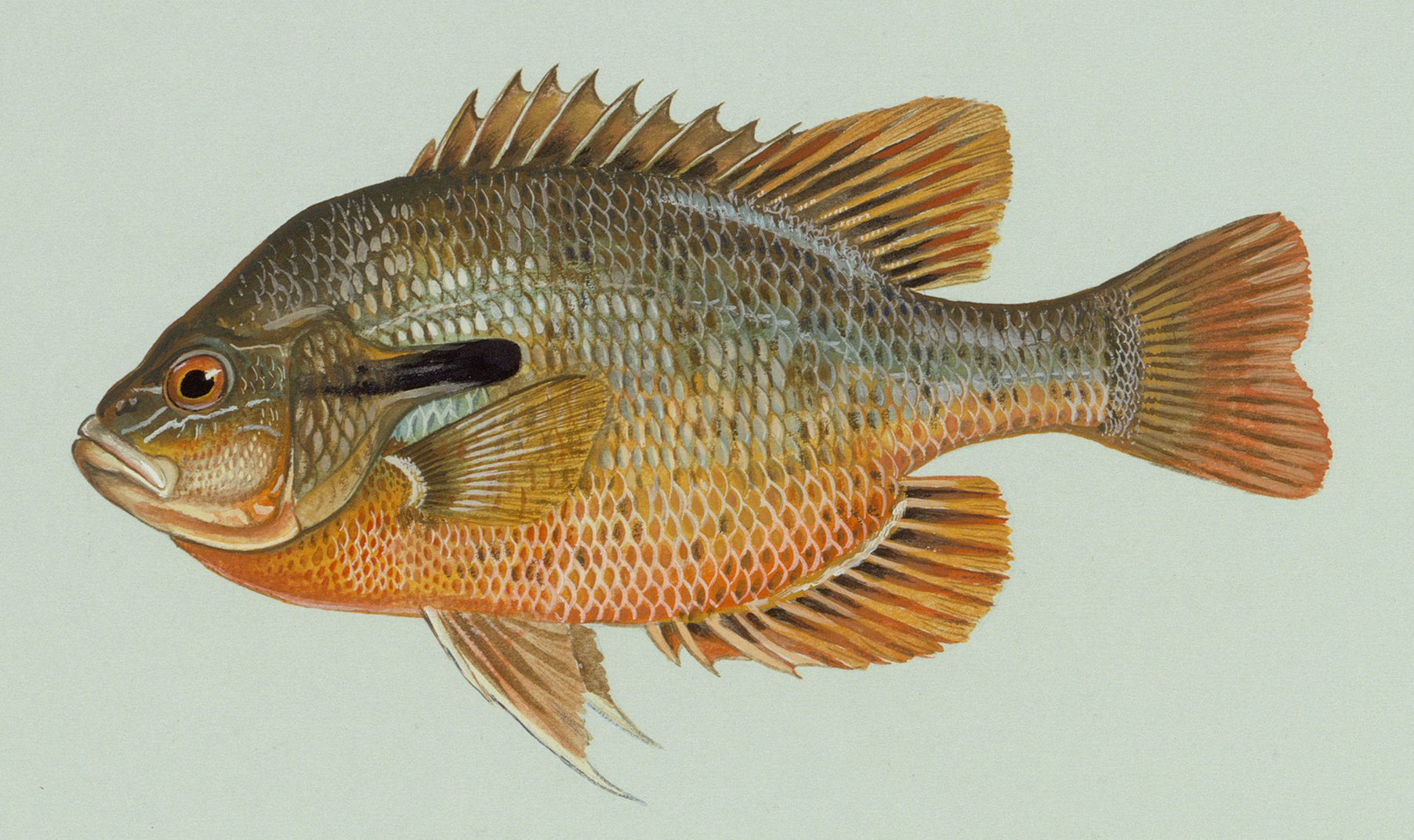